# Exposición Regional Valenciana de 1909
La Exposición Regional Valenciana de 1909 fue una muestra comercial e industrial organizada por el Ateneo Mercantil de Valencia e impulsada por su presidente Tomás Trénor, que se desarrolló en la ciudad de Valencia entre el 22 de mayo y el 31 de julio de 1909. El conjunto de la exposición ocupaba una superficie de 16 ha, en forma de recinto ferial anexo a la Alameda de Valencia. La ceremonia de inauguración de la Exposición se produjo el 23 de mayo de 1909 por parte del rey Alfonso XIII y el jefe del Gobierno Antonio Maura.

## Contexto histórico
Durante la segunda mitad del siglo XIX el desarrollo agrícola valenciano había sido notable gracias a la mejora en los sistemas de irrigación que permitían la expansión de cultivos (cítricos, arroz) destinados a la exportación, y la Comunidad Valenciana se había convertido en el segundo mayor foco de crecimiento industrial de España (por delante de Madrid y Bilbao). Esta bonanza económica favoreció el desarrollo demográfico, urbano y cultural de la ciudad de Valencia, que aceptó de buen grado la propuesta del presidente del Ateneo Mercantil para organizar una exposición que reuniera los logros, innovaciones y aspìraciones de las tierras valencianas.

## Exposición

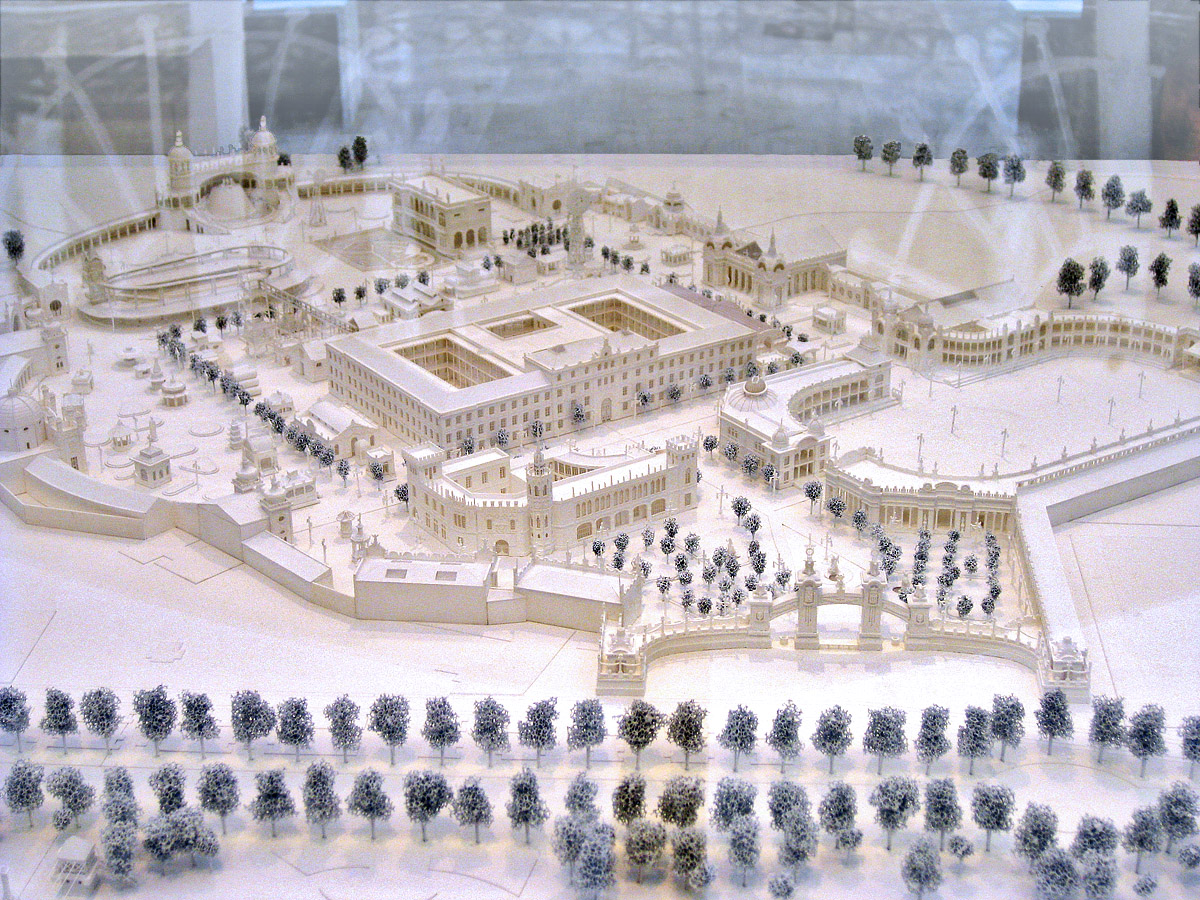
Maqueta del conjunto de edificios

La Exposición Regional se concebía como la muestra de un certamen donde dar cabida a las nuevas vanguardias del siglo XX, abarcando con ello a casi todos los campos de la cultura, la industria, la economía, el arte, el ocio, el turismo, o la proyección exterior.

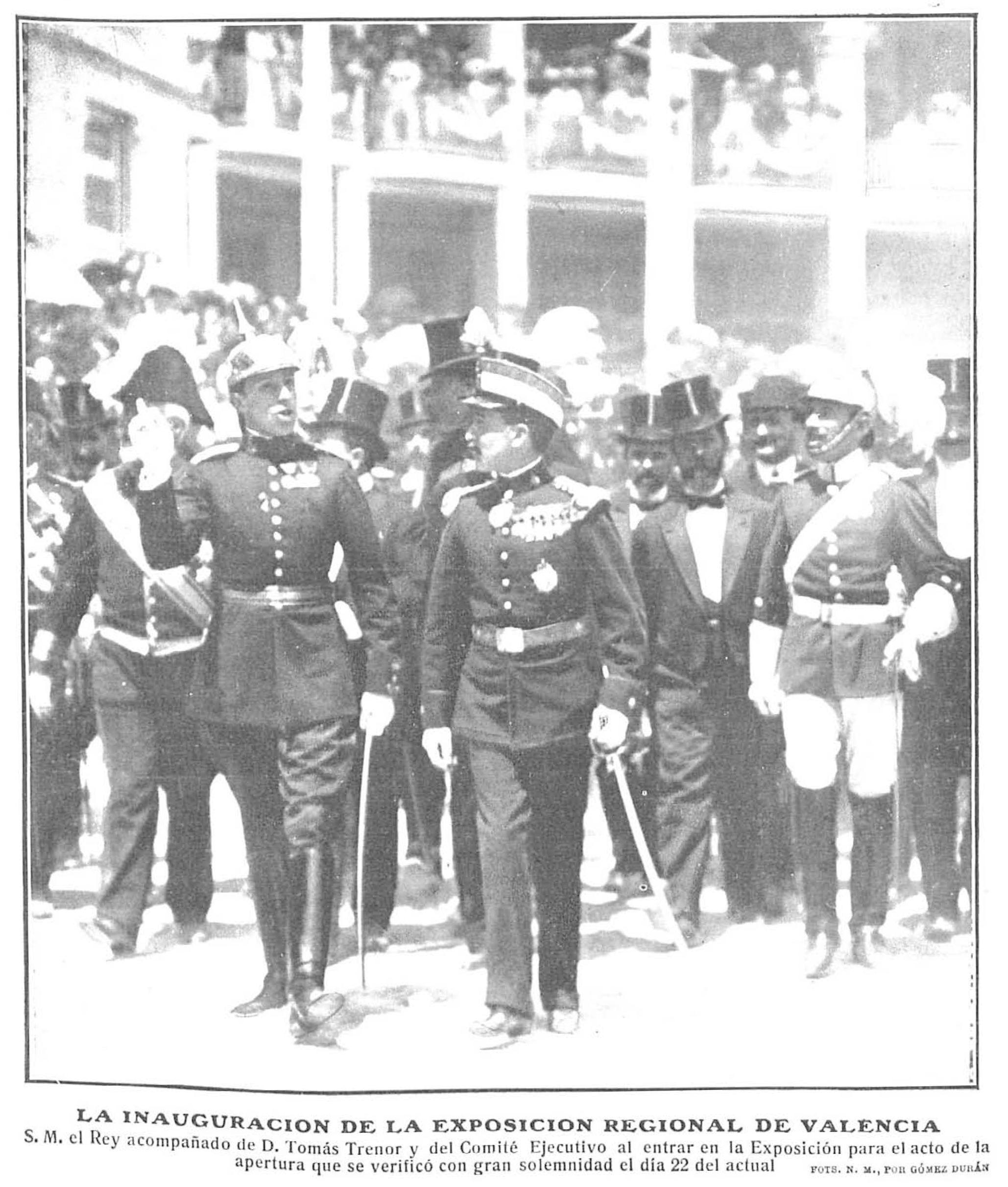
Alfonso XIII acompañado de Trénor

Se decidió ubicarla junto a la Alameda por su cercanía a la ciudad, la abundancia de suelo sin urbanizar y la posibilidad de aprovechar la preexistente fábrica de tabacos como edificio central de la exposición. El conjunto abarcaba una superficie de unos 164.000 m², un tamaño bastante mayor que lo habitual para una exposición regional. Además, aunque en la mayoría de exposiciones de la época lo habitual era construir los pabellones de madera, cartón y yeso, la mayoría de pabellones se construyeron con ladrillo y acero, ya que, aunque teóricamente iban a ser provisionales, Trénor tenía la esperanza de que estos perduraran una vez acabada la exposición.
Fue una gran oportunidad para centenares de empresas de todo tipo, así como un punto de encuentro empresarial e industrial donde gestar y promocionar las innovaciones de productos tanto regionales como nacionales. Además, la industria del ocio y del consumo consolidaba artículos como el automóvil, el cine, o el fonógrafo. Desde las nuevas corrientes artísticas hasta los nuevos deportes como el fútbol y el ciclismo, la Exposición tampoco se olvidó de la aviación, los motores de explosión, o de las nuevas aplicaciones eléctricas.
La Exposición tuvo un éxito parcial, que los propios organizadores atribuyeron «a la guerra del Rif y los sucesos de Barcelona», razón por la cual decidieron prorrogar la muestra como "Exposición Nacional" en 1910.
Una vez finalizada, se hicieron diversas propuestas para intentar conservar los edificios y pagar a los acreedores, pero la escasa colaboración recibida por parte de las administraciones y las constantes reclamaciones de los dueños de las tierras donde se había construido, hizo que se decidiera su demolición. 
Se le puede considerar el precedente directo de Feria Valencia.
El himno oficial del certamen acabaría siendo declarado himno oficial valenciano en 1925.

## Arquitectura y patrimonio
Con esta exposición, en Valencia quedó la impronta de un rico patrimonio de estilo modernista valenciano reflejado en construcciones como el parque de atracciones, palacio de congresos, auditorio de música, palacio de ópera, casino de juego, estadio deportivo, museo de las ciencias y la técnica, y centro de exposiciones.
En la actualidad, tan sólo se conservan un total de cinco edificios que formaron parte del recinto de la Exposición Valenciana y que no fueron derribados una vez finalizada la misma. Estas cinco construcciones son el Palacio Municipal (obra de Francisco Mora) y de estilo revival gótico floral (hoy en día conocido como el Palacio de la Exposición), adosado al mismo el Asilo de Lactancia y el Pabellón o Palacio de Industria (edificio de Tabacalera). Aunque (por estar englobados dentro de la manzana de la fábrica de tabacos), suele olvidarse que también se conservan aún la Galería de Máquinas (nave almacén) y la Sala de Motores (nave de motores).

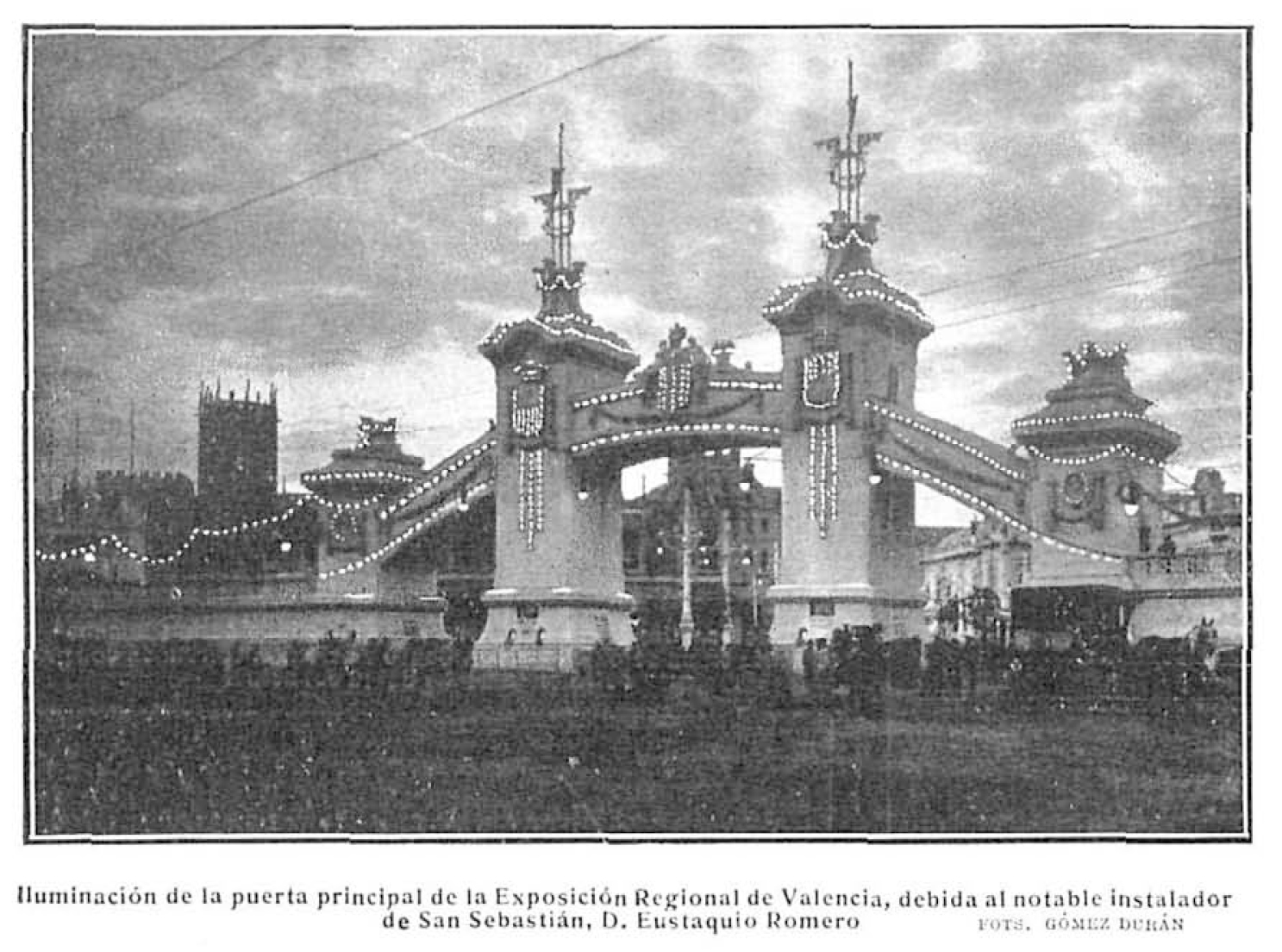
Puerta principal
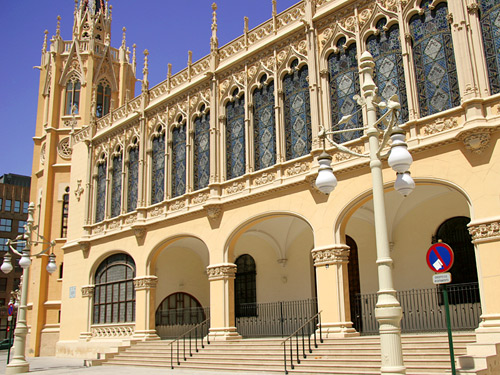
Palacio de la Exposición de Valencia
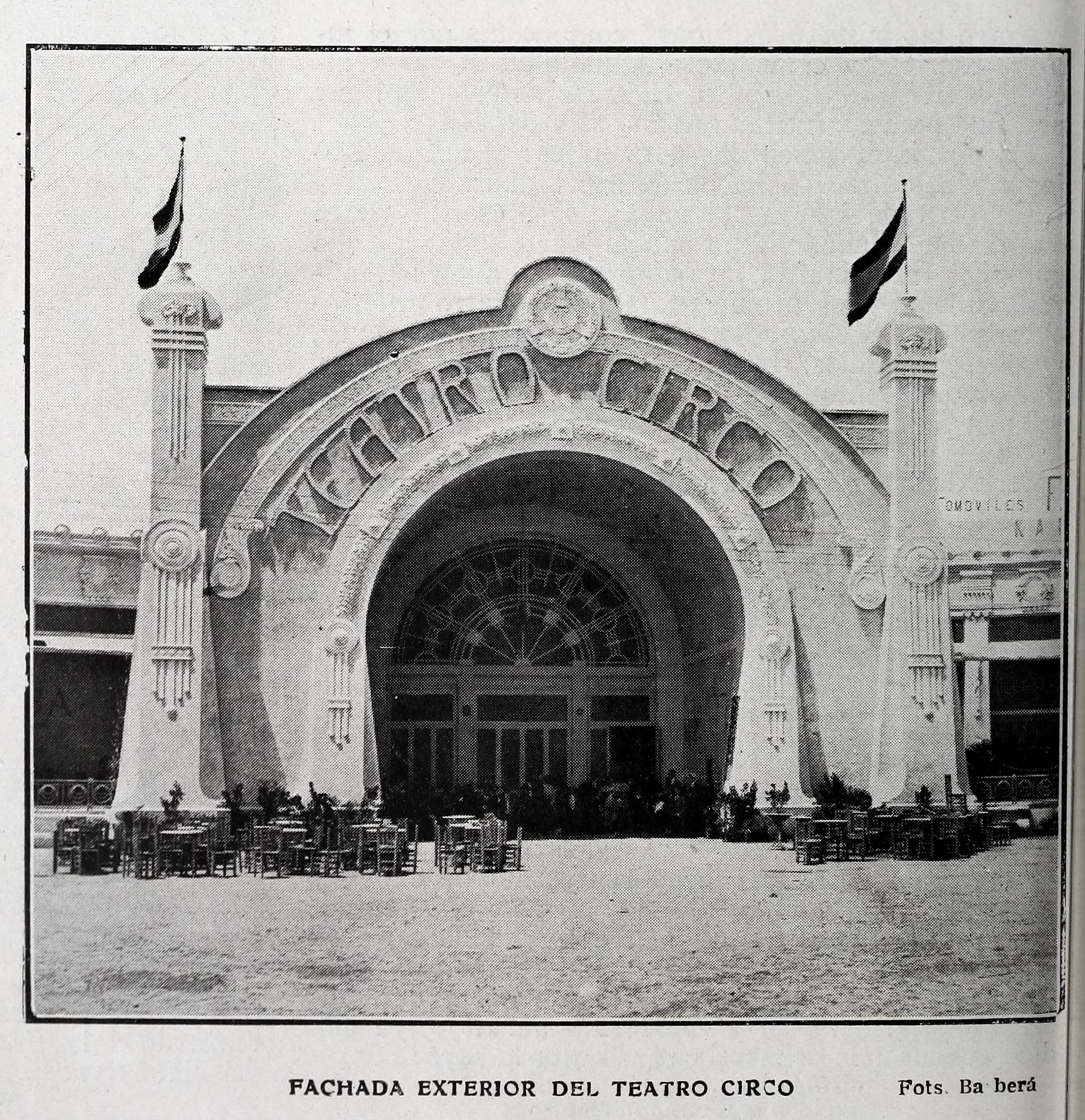
Teatro Circo
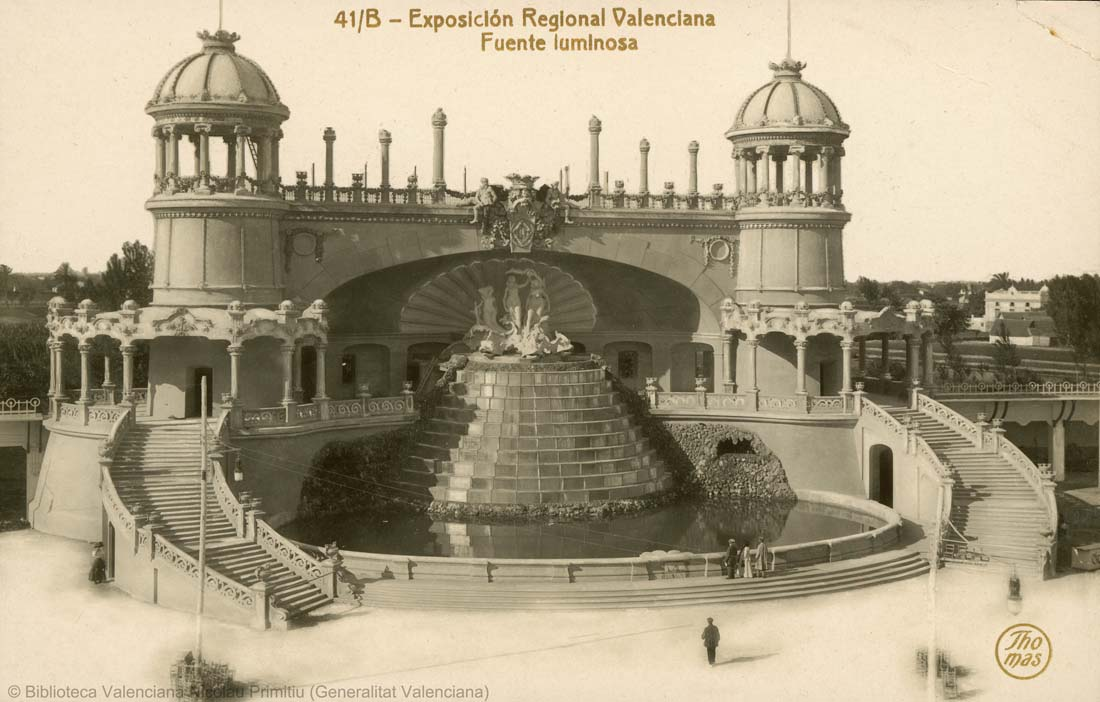
Fuente
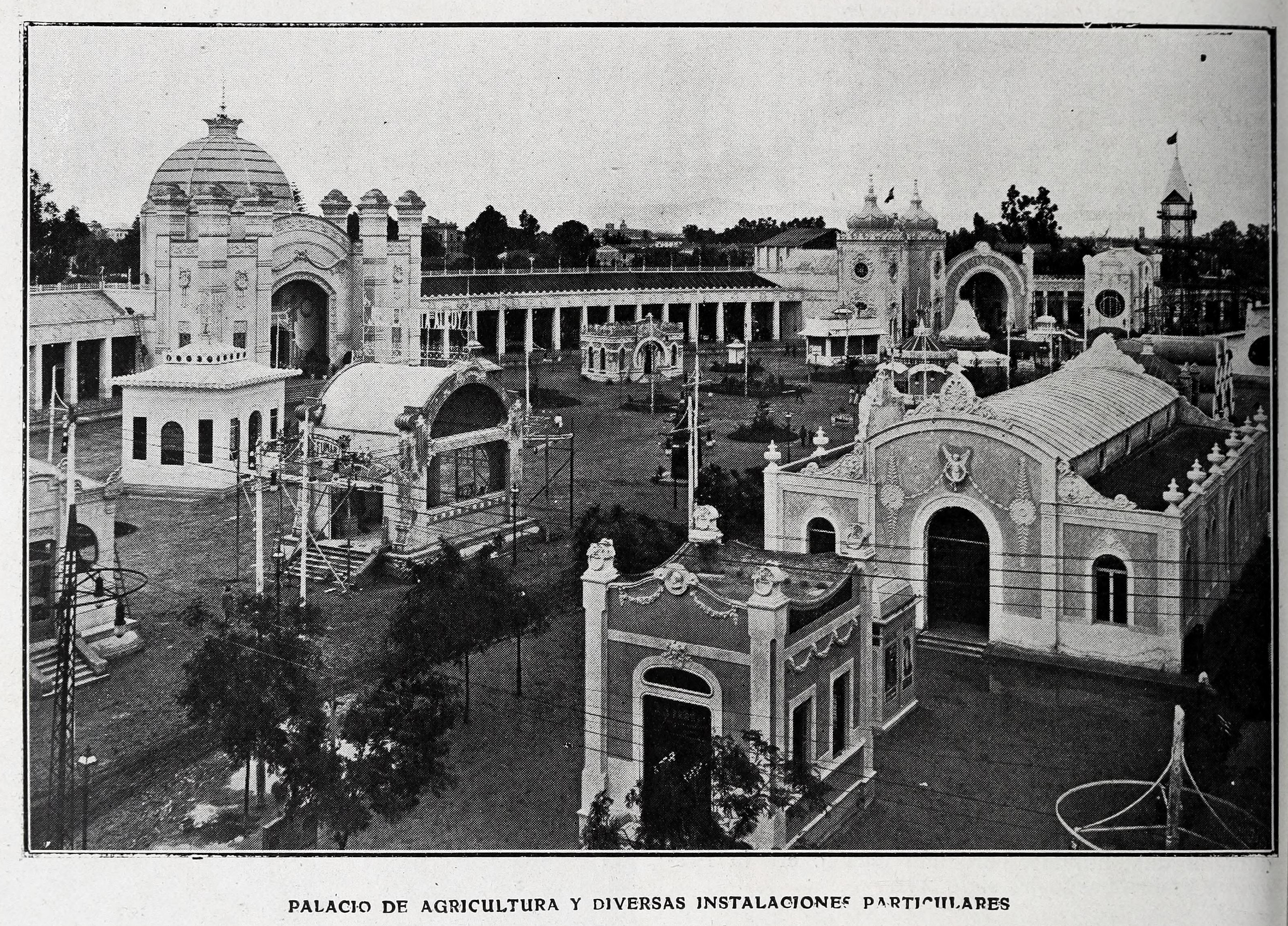
Palacio de Agricultura
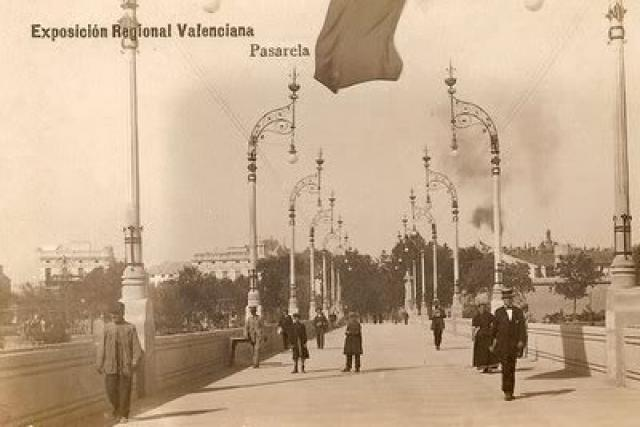
Pasarela